# تراسکی (مینه‌سوتا)
تراسکی، مینه‌سوتا (به انگلیسی: Trosky, Minnesota) یک شهر در ایالات متحده آمریکا است که در شهرستان پایپستون، مینه‌سوتا واقع شده‌است.

## خصوصیات
تراسکی ۴٫۲۷ کیلومترمربع مساحت و ۸۶ نفر جمعیت دارد و ۵۲۰ متر بالاتر از سطح دریا واقع شده‌است.